# Matthias König
Matthias König, né le 3 novembre 1959 à Dortmund (Rhénanie-du-Nord-Westphalie, Allemagne), est un prélat catholique allemand, évêque auxiliaire de Paderborn depuis 2004.

## Biographie

### Prêtrise
Après la fin de ses études secondaires en 1978, il étudie la théologie et la philosophie catholique à Paderborn et Fribourg-en-Brisgau. Il est ensuite ordonné prêtre le 25 mai 1985 par Johannes Degenhardt, en la cathédrale de Paderborn.
Il est alors nommé vicaire à Arnsberg-Neheim, puis curé à Frets-Holsen, Rödinghausen et Kirchlengern-Stift Quernheim puis aumônier, en 1996, pour le château de Paderborn-Neuhaus. Il est ensuite nommé chef de la composite pastorale de Neuhaus en 2002. En 2004, il devient membre du conseil des prêtres de l'archidiocèse de Paderborn.

### Épiscopat
Le 14 octobre 2004, il a été nommé par le Pape Jean-Paul II évêque titulaire d'Elicroca (de) et évêque auxiliaire de Paderborn. Le  5 décembre 2004, en la cathédrale de Paderborn, il reçoit l'ordination épiscopale, en même temps que Manfred Grothe, des mains de Hans-Josef Becker, assisté de Paul Consbruch (de) et Karl-Heinz Wiesemann.
Il est alors nommé vicaire épiscopal pour les tâches concernant l'Église universelle et les missions dans le monde ainsi que les Instituts de Vie Consacrée et les Sociétés de Vie Apostolique. Au sein de la Conférence épiscopale allemande, il est également un membre de la Commission pour le clergé et les services de l'Église et de la Commission pour l'Église universelle. Le 6 décembre 2007, il est nommé chanoine résident du Chapitre métropolitain de la cathédrale de Paderborn.
Il est nommé grand officier de l'Ordre équestre du Saint-Sépulcre par le cardinal Carlo Furno, Grand Maître de l'ordre, et est investi le 1er octobre 2005 par Anton Schlembach, grand prieur de la lieutenance allemande.